# Franchel Ibara
Franchel Ibara (* 27. Juli 1989 in Brazzaville) ist ein kongolesischer Fußballspieler. Der A-Nationalspieler der Republik Kongo steht seit 2011 in der Demokratischen Republik Kongo beim AS Vita Club unter Vertrag.

## Karriere
Ibara spielte bis 2007 in seiner Heimat für Étoile du Congo, unter anderem in der CAF Champions League. Nach der Junioren-Weltmeisterschaft im Sommer 2007 wechselte er zum FC Sochaux nach Frankreich. Beim französischen Erstligisten kam der Offensivakteur zwischen 2007 und 2009 über Einsätze für die Nachwuchsmannschaft und acht Partien für das Reserveteam im Championnat de France Amateur nicht hinaus. 2010 kehrte er zu Étoile du Congo zurück, seit 2011 ist Ibara im Nachbarstaat Demokratische Republik Kongo für den AS Vita Club aktiv.
Anfang 2007 gewann Ibara mit der kongolesischen U-20-Auswahl die U-20-Afrikameisterschaft im eigenen Land. Ibara verwandelte dabei im letzten Gruppenspiel gegen Burkina Faso einen Elfmeter zum 1:0-Endstand, der zugleich den Einzug ins Halbfinale bedeutete. Beim 1:0-Finalsieg vor 55.000 Zuschauern gegen Nigeria markierte Ibara erneut den einzigen Treffer der Partie. Aufgrund dieses Erfolges war die Mannschaft auch für die Junioren-Fußballweltmeisterschaft 2007 in Kanada qualifiziert. Mit vier Punkten aus den drei Vorrundenpartien gelang der Einzug ins Achtelfinale, in dem man gegen den mexikanischen Nachwuchs mit 0:3 unterlag, Ibara wurde dabei nach 48 Minuten des Feldes verwiesen. Während des Turniers gehörte er zu den herausragenden Spielern seiner Mannschaft und wird im offiziellen Turnierbericht als schneller und dribbelstarker linker Mittelfeldspieler hervorgehoben.
2008 gab Ibara im Rahmen der Qualifikation zur Weltmeisterschaft 2010 sein Debüt in der kongolesischen A-Nationalelf. Im Heimspiel gegen den Tschad stand der 18-jährige am 22. Juni in der Startaufstellung und erzielte den Treffer zum 2:0-Endstand. Drei Monate später spielte er in einem weiteren Qualifikationsspiel bei einem 1:0-Sieg gegen Mali, trotz dieser Erfolge verpasste das Team den Einzug in die dritte Qualifikationsrunde.